# Salon (Gemeinde, Aube)
Salon ist eine französische Gemeinde im Département Aube in der Region Grand Est. Sie gehört zum Kanton Creney-près-Troyes und zum Arrondissement Nogent-sur-Seine. Sie ist umgeben von folgenden Nachbargemeinden:
|              | Gourgançon                                  | Semoine           |
| Faux-Fresnay | Kompassrose, die auf Nachbargemeinden zeigt | Villiers-Herbisse |
|              | Champfleury                                 |                   |

## Bevölkerungsentwicklung
| Jahr      | 1962 | 1968 | 1975 | 1982 | 1990 | 1999 | 2008 | 2015 |
| --------- | ---- | ---- | ---- | ---- | ---- | ---- | ---- | ---- |
| Einwohner | 201  | 193  | 174  | 154  | 153  | 156  | 150  | 125  |

## Sehenswürdigkeiten
- Kirche Saint-Martin, Monument historique seit 1984

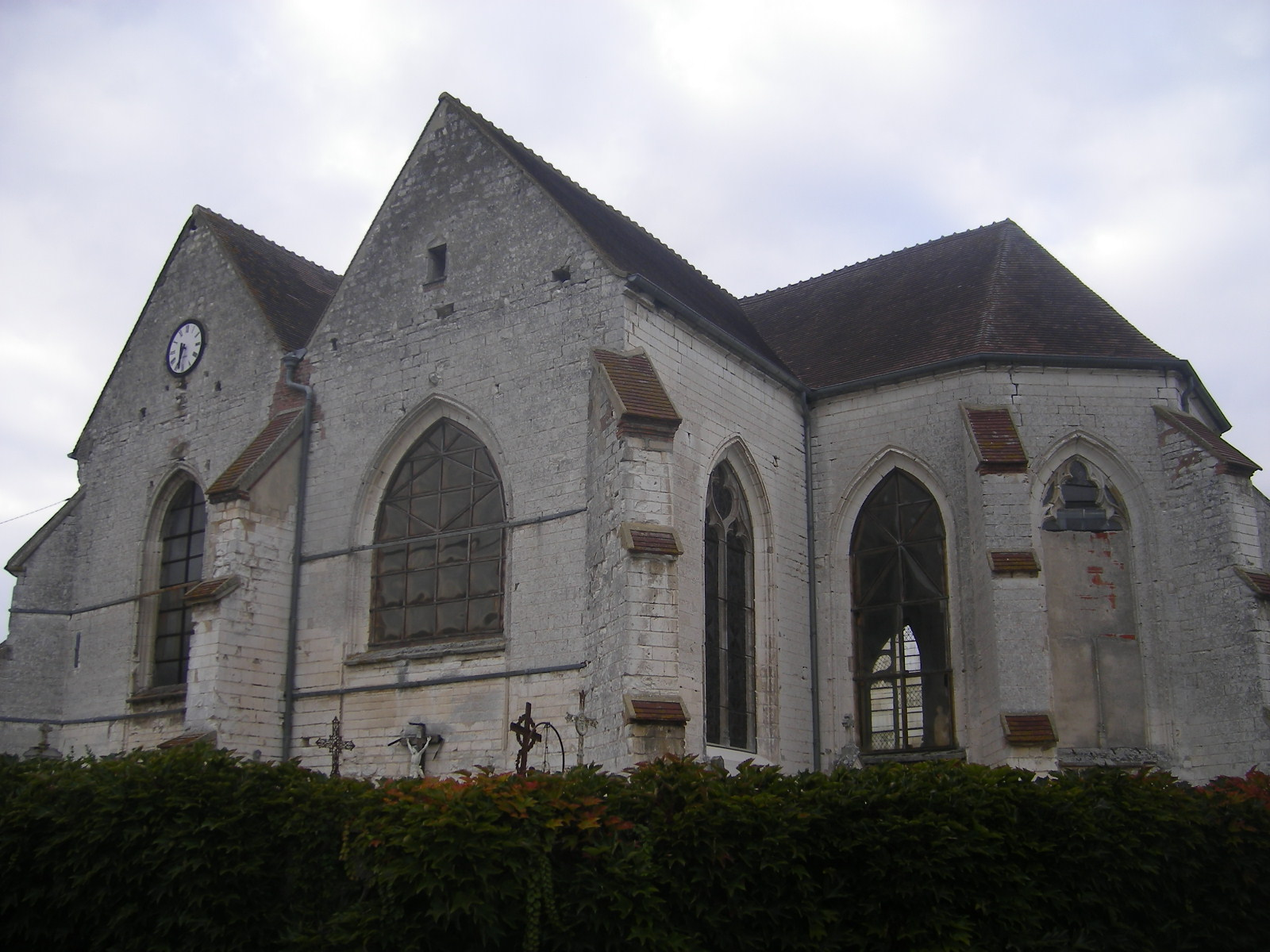
Kirche Saint-Martin